# ماثيو جاكوبس
ماثيو جاكوبس (بالإنجليزية: Matthew Jacobs)‏ هو كاتب سيناريو وكاتب بريطاني، ولد في 1 يوليو 1956 في لندن في المملكة المتحدة.

## وصلات خارجية
- ماثيو جاكوبس على موقع IMDb (الإنجليزية)
- ماثيو جاكوبس على موقع ألو سيني (الفرنسية)
- ماثيو جاكوبس على موقع ميوزك برينز (الإنجليزية)
- ماثيو جاكوبس على موقع أول موفي (الإنجليزية)
- ماثيو جاكوبس على موقع قاعدة بيانات الأفلام السويدية (السويدية)
- ماثيو جاكوبس على موقع قاعدة بيانات الفيلم (الإنجليزية)
- ماثيو جاكوبس على موقع كينوبويسك (الروسية)